# El rumor de las piedras
El rumor de las piedras es una película venezolana del año 2011. Está dirigida por Alejandro Bellame Palacios, quien también trabajó en la producción y en el guion de la misma. Está protagonizada por Rossana Fernández, Christian González y Juan Carlos Núñez. Fue estrenada en Venezuela el 30 de septiembre de 2011. 
En agosto del 2011 el filme fue seleccionado por un comité cinematográfico como la película venezolana que intentaría participar en la 84.ª edición de los Premios Óscar, buscando estar nominada en la categoría de Mejor película extranjera de habla no inglesa.

## Inspiración
«Muchos de los sobrevivientes de la tragedia de Vargas aluden al rumor de las piedras como el indicador de un gran cauce que venía de la montaña, produciendo luego un estruendo intenso y perturbador. A 12 años del episodio, ese rumor hondo, al parecer, es una de las cosas que [ellos] más recuerdan. Ese carácter aterrador del sonido me hizo evocar uno que tengo registrado en mi memoria, que también está presente en esta película y fue el rumor de las piedras del terremoto de Caracas de 1967. De esa sacudida tengo en mi mente más resonancias que imágenes».
Alejandro Bellame

## Argumento
El entorno principal se encuentra en un barrio precario de Caracas, el personaje central es una mujer joven llamada Delia, una madre soltera, sobreviviente de la tragedia de Vargas —donde desapareció su hija—, está empecinada en salvar a sus otros dos hijos de la violencia característica de su comunidad; cuando su hijo mayor enfrenta problemas delictivos, ella trata de reconstruir su vida y la de su familia.

## Reparto
- Rossana Fernández como Delia.
- Christian González como William, hijo mayor de Delia.
- Juan Carlos Núñez como Santiago, hijo menor de Delia.
- Arlette Torres como Marisol.
- Alberto Alifa como David.
- Aminta de Lara como Raiza.
- Verónica Arellano es Chela.
- Zapata 666 como El mota.
- Laureano Olivares como El fauna.
- Yonaikel Burguillos como Yeyson.

## Recepción
La película se llevó 6 premios en el VII Festival del Cine Venezolano, realizado en Mérida, incluyendo el galardón a "Mejor película". Fue nominada en la categoría "Mejor largometraje de Ficción" (Nacional) en el IV Festival de Cine Latinoamericano de Margarita. En agosto de 2011 se presentó la película en el Festival Internacional de Cine de Montreal —donde Vicente Aranda preside al jurado—, competiendo por el premio del público.
Fue elegida para representar a Venezuela en la 84.ª ceremonia de los Premios Óscar, buscó una nominación en la categoría "Mejor película extranjera"; sin embargo, El rumor de las piedras no fue incluida en el shortlist de dicha categoría; otras 10 películas venezolanas estaban nominadas para lograr este mérito, el encargado de elegirla fue un comité conformado por cineastas de la Asociación Nacional de Autores Cinematográficos y la Cámara Venezolana de Productores de largometraje. Su principal contendiente fue el filme Reverón de Diego Rísquez.

### Premios y nominaciones
| Año  | Organización                                                | Premio                        | Beneficiado                                 | Resultado |
| ---- | ----------------------------------------------------------- | ----------------------------- | ------------------------------------------- | --------- |
| 2011 | VII Festival del Cine Venezolano                            | Mejor película                | El rumor de las piedras                     | Ganador   |
| 2011 | VII Festival del Cine Venezolano                            | Mejor cámara                  | Alexandra Henao y Jesús Ayala               | Ganador   |
| 2011 | VII Festival del Cine Venezolano                            | Mejor montaje                 | Moisés Durán, Ángel Manrique y Félix Colina | Ganador   |
| 2011 | VII Festival del Cine Venezolano                            | Mejor guion                   | Alejandro Bellame y Valentina Saá           | Ganador   |
| 2011 | VII Festival del Cine Venezolano                            | Mejor actriz principal        | Rossana Fernández                           | Ganador   |
| 2011 | VII Festival del Cine Venezolano                            | Mejor actor de reparto        | Christian González                          | Ganador   |
| 2011 | Festival Internacional de Cine de Montreal                  | Premio del público            | El rumor de las piedras                     | Nominada  |
| 2011 | IV Festival de Cine Latinoamericano y Caribeño de Margarita | Mejor largometraje de ficción | El rumor de las piedras                     | Nominada  |
| 2011 | Festival ELCO 2011                                          | Mejor director                | Alejandro Bellame                           | Ganador   |
| 2011 | Festival ELCO 2011                                          | Mejor sonido                  | Yein González                               | Ganador   |
| 2011 | Festival ELCO 2011                                          | Premio del público            | El rumor de las piedras                     | Ganador   |